# Ernesto II di Hohenlohe-Langenburg
Ernesto II di Hohenlohe-Langenburg (Langenburg, 13 settembre 1863 – Langenburg, 11 dicembre 1950) fu principe di Hohenlohe-Langenburg e, sino alla maggiore età del duca Carlo Edoardo di Sassonia-Coburgo-Gotha, fu duca reggente di Sassonia-Coburgo-Gotha (dal 1900 al 1905).

## Biografia
Ernesto era il figlio primogenito del Principe Ermanno di Hohenlohe-Langenburg e di sua moglie, la Principessa Leopoldina di Baden.
Dopo i primi studi a Karlsruhe, studiò diritto a Parigi, Bonn, Tubinga e Lipsia, passando il primo esame legale a Naumburg nel 1885. Dopo alcuni incarichi a Berlino (1886-91) sostenne l'esame di diplomatica (1890-91) divenendo in seguito segretario dell'ambasciata a San Pietroburgo e Londra (1891-94). Negli anni successivi collaborò col padre nel governo delle province di Alsazia e Lorena, risiedendo a Strasburgo.
Per parentela della moglie, la principessa Alessandra di Sassonia-Coburgo-Gotha, alla morte del duca Alfredo di Sassonia-Coburgo-Gotha, divenne reggente per il giovane principe Carlo Edoardo ancora in minore età dal 30 luglio 1900 al 18 luglio 1905. Dopo essersi introdotto negli affari esteri dell'Impero Tedesco tra il (1905-06), divenne delegato del parlamento tedesco (1907-11) e quindi vicepresidente (1909-10). Durante la prima guerra mondiale il Principe lavorò come volontario nella croce rossa internazionale e fu Generale delegato per la frontiera dell'Est, venendo nominato nel 1918 commissario imperiale ed ispettore militare. Dal 1915 era stato inoltre inviato come emissario speciale a Costantinopoli e nei Balcani.
Dopo la guerra, si ritirò a vita privata e si dedicò all'Ordine di San Giovanni, divennendo Commendatore dell'area del Württemberg. Morì l'11 dicembre 1950 a Langenburg.

## Matrimonio e figli
Il 20 aprile 1896 egli sposò al Castello di Ehrenburg di Coburgo, la Principessa Alessandra di Sassonia-Coburgo-Gotha, pronipote della Regina Vittoria d'Inghilterra.
La coppia ebbe i seguenti figli:
- Gottfried Hermann Alfred Paul Maximilian Viktor Fürst zu Hohenlohe-Langenburg (1897-1960) sposò il 20 aprile 1931 Margherita di Grecia e Danimarca sorella del Principe Filippo, duca di Edimburgo
- Principessa Marie Melita Leopoldine Viktoria Feodora Alexandra Sophie (1899-1967), sposò nel 1916 Guglielmo Federico di Schleswig-Holstein
- Principessa Alexandra Beatrice Leopoldine di Hohenlohe-Langenburg (1901-1963)
- Principessa Irma Helene di Hohenlohe-Langenburg  (1902-1986)
- Principe Alfred Prinz di Hohenlohe-Langenburg  (nato e morto nel 1911)

## Ascendenza
|                                        |                         |                                              | Genitori                                        |  |  | Nonni |  |  | Bisnonni                                 |  |  | Trisnonni                                 |  |
|                                        |                         |                                              |                                                 |  |  |       |  |  | Carlo Ludovico I di Hohenlohe-Langenburg |  |  | Cristiano Alberto di Hohenlohe-Langenburg |  |
|                                        |                         |                                              |                                                 |  |  |       |  |  | Carlo Ludovico I di Hohenlohe-Langenburg |  |  | Cristiano Alberto di Hohenlohe-Langenburg |  |
|                                        |                         | Carolina di Stolberg-Gedern                  |                                                 |  |  |       |  |  | Carlo Ludovico I di Hohenlohe-Langenburg |  |  |                                           |  |
| Ernesto I di Hohenlohe-Langenburg      |                         |                                              |                                                 |  |  |       |  |  | Carlo Ludovico I di Hohenlohe-Langenburg |  |  |                                           |  |
|                                        |                         | Amalia Enrichetta di Solms-Baruth            | Giovanni Cristiano II di Solms-Baruth           |  |  |       |  |  |                                          |  |  |                                           |  |
|                                        |                         | Amalia Enrichetta di Solms-Baruth            | Giovanni Cristiano II di Solms-Baruth           |  |  |       |  |  |                                          |  |  |                                           |  |
|                                        |                         | Amalia Enrichetta di Solms-Baruth            | Federica Luisa di Reuss-Köstritz                |  |  |       |  |  |                                          |  |  |                                           |  |
| Ermanno di Hohenlohe-Langenburg        |                         | Amalia Enrichetta di Solms-Baruth            |                                                 |  |  |       |  |  |                                          |  |  |                                           |  |
|                                        |                         | Emilio Carlo di Leiningen                    | Carlo Federico Guglielmo di Leiningen           |  |  |       |  |  |                                          |  |  |                                           |  |
|                                        |                         | Emilio Carlo di Leiningen                    | Carlo Federico Guglielmo di Leiningen           |  |  |       |  |  |                                          |  |  |                                           |  |
|                                        |                         | Emilio Carlo di Leiningen                    | Cristiana di Solms-Rödelheim-Assenheim          |  |  |       |  |  |                                          |  |  |                                           |  |
| Feodora di Leiningen                   |                         | Emilio Carlo di Leiningen                    |                                                 |  |  |       |  |  |                                          |  |  |                                           |  |
|                                        |                         | Vittoria di Sassonia-Coburgo-Saalfeld        | Francesco Federico di Sassonia-Coburgo-Saalfeld |  |  |       |  |  |                                          |  |  |                                           |  |
|                                        |                         | Vittoria di Sassonia-Coburgo-Saalfeld        | Francesco Federico di Sassonia-Coburgo-Saalfeld |  |  |       |  |  |                                          |  |  |                                           |  |
|                                        |                         | Vittoria di Sassonia-Coburgo-Saalfeld        | Augusta di Reuss-Ebersdorf                      |  |  |       |  |  |                                          |  |  |                                           |  |
| Ernesto II di Hohenlohe-Langenburg     |                         | Vittoria di Sassonia-Coburgo-Saalfeld        |                                                 |  |  |       |  |  |                                          |  |  |                                           |  |
|                                        | Carlo Federico di Baden | Federico di Baden-Durlach                    |                                                 |  |  |       |  |  |                                          |  |  |                                           |  |
|                                        | Carlo Federico di Baden | Federico di Baden-Durlach                    |                                                 |  |  |       |  |  |                                          |  |  |                                           |  |
|                                        | Carlo Federico di Baden | Amalia di Nassau-Dietz                       |                                                 |  |  |       |  |  |                                          |  |  |                                           |  |
| Guglielmo di Baden                     | Carlo Federico di Baden |                                              |                                                 |  |  |       |  |  |                                          |  |  |                                           |  |
|                                        |                         | Baronessa Luisa Carolina Geyer di Geyersberg | Luigi Enrico, Barone Geyer di Geyersberg        |  |  |       |  |  |                                          |  |  |                                           |  |
|                                        |                         | Baronessa Luisa Carolina Geyer di Geyersberg | Luigi Enrico, Barone Geyer di Geyersberg        |  |  |       |  |  |                                          |  |  |                                           |  |
|                                        |                         | Baronessa Luisa Carolina Geyer di Geyersberg | Contessa Massimiliana Cristiana di Sponeck      |  |  |       |  |  |                                          |  |  |                                           |  |
| Leopoldina di Baden                    |                         | Baronessa Luisa Carolina Geyer di Geyersberg |                                                 |  |  |       |  |  |                                          |  |  |                                           |  |
|                                        |                         | Ludovico di Württemberg                      | Federico II Eugenio di Württemberg              |  |  |       |  |  |                                          |  |  |                                           |  |
|                                        |                         | Ludovico di Württemberg                      | Federico II Eugenio di Württemberg              |  |  |       |  |  |                                          |  |  |                                           |  |
|                                        |                         | Ludovico di Württemberg                      | Federica Dorotea di Brandeburgo-Schwedt         |  |  |       |  |  |                                          |  |  |                                           |  |
| Elisabetta Alessandrina di Württemberg |                         | Ludovico di Württemberg                      |                                                 |  |  |       |  |  |                                          |  |  |                                           |  |
|                                        |                         | Enrichetta di Nassau-Weilburg                | Carlo Cristiano di Nassau-Weilburg              |  |  |       |  |  |                                          |  |  |                                           |  |
|                                        |                         | Enrichetta di Nassau-Weilburg                | Carlo Cristiano di Nassau-Weilburg              |  |  |       |  |  |                                          |  |  |                                           |  |
|                                        |                         | Enrichetta di Nassau-Weilburg                | Carolina d'Orange-Nassau                        |  |  |       |  |  |                                          |  |  |                                           |  |
|                                        |                         | Enrichetta di Nassau-Weilburg                |                                                 |  |  |       |  |  |                                          |  |  |                                           |  |